# Ельмен
Ельмен (нім. Elmen) —  громада округу Ройтте у землі Тіроль, Австрія.
Ельмен лежить на висоті 976 м над рівнем моря і займає площу 29,6 км². Громада налічує 375 мешканців.
Густота населення 13/км².
|                                 |
| Ельмен на мапі округу та землі. |

 Адреса управління громади: Elmen Br. 2, 6644 Elmen.